# Namárië

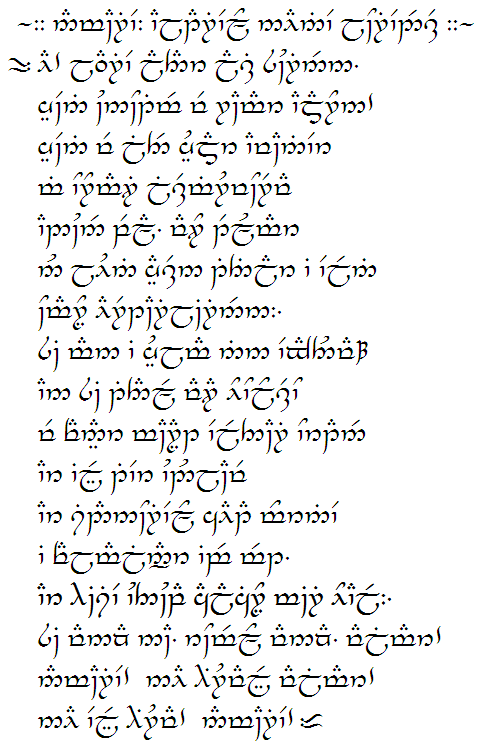
«Namárië» escrito en caracteres tengwar.

«Namárië» es el texto en quenya más largo en El Señor de los Anillos. Junto con el poema «Markirya» en MC:220-221 es el principal ejemplo de un texto en «quenya maduro» (desarrollado por Tolkien).

## Fuente
La canción es más conocida como «Namárië» (Adiós), este es el título usado por Tolkien en The Road Goes Ever On, pero también se conoce como «El lamento de Galadriel». Algunos también llaman a esta canción «La canción de los elfos de más allá del mar», un título según el índice de El Señor de los Anillos. Sin embargo, este debe ser en realidad el título de otra canción, aquella cantada por Galadriel al principio de este capítulo («He cantado las hojas, las hojas de oro, y allí creció...»). En una edición de El Señor de los Anillos, el índice incluye una entrada «Canción de los elfos de más allá del mar» que apunta a la página donde se encuentra «Namárië»; pero en el material publicado, Tolkien jamás se refiere a esta canción con algún título.
En The Road Goes Ever On el poema aparece en tres versiones. La primera es «Namárië» escrita en tengwar, nuestro único ejemplo substancial de un texto quenya escrito con caracteres élficos. Las otras dos versiones están en The Road Goes Ever On (66-67). Una es muy similar al texto de El Señor de los Anillos, pero Tolkien ha agregado marcas de acentuación, indicando todos los acentos mayores y menores. Es seguida por una versión con una traducción interlineal. La última versión difiere un poco de los otros textos, principalmente en el orden de las palabras, porque Tolkien las acomodó en «un estilo más claro y normal». Explicó que las palabras del texto en El Señor de los Anillos tienen un orden y estilo «poético», otorgando concesiones a la métrica.

## Texto
Una versión muy primitiva de «Namárië» fue publicado en TI:284-285: 
Ai! Laurie lantar lassi súrinen 
inyalemíne rámar aldaron 
inyali ettulielle turme márien 
anduniesse la míruvórion 
Varda telúmen falmar kírien 
laurealassion ómar mailinon. 
Elentári Vardan Oiolossëan 
Tintallen máli ortelúmenen 
arkandavá-le qantamalle túlier 
e falmalillon morne sindanórie 
no mírinoite kallasilya Valimar.
La mayoría de las palabras pueden ser identificadas, pero una traducción completa es difícil de obtener, y de todas formas esto puede no ser quenya «totalmente maduro». Esta versión primitiva no es discutida aquí. (Para una discusión bastante exhaustiva de las distintas etapas y variantes del «Lamento», ver el artículo de David Salo en Tyalië Tyelelliéva #12).
NAMÁRIË, con la traducción de Tolkien entre líneas (la mayoría de las líneas traducen el texto quenya inmediatamente superior, pero en algunos casos las líneas no corresponden perfectamente con la traducción, por ser distinto el orden de las palabras) es la siguiente:
Ai! Laurië lantar lassi súrinen
¡Ah! ¡Como el oro caen las hojas en el viento,
yéni únótimë ve rámar aldaron!
e innumerables como las alas de los árboles son los años!
yéni ve lintë yuldar avánier
los años han pasado como sorbos rápidos
mi oromardi lissë-miruvóreva
de dulce hidromiel en las altas salas
Andúnë pella, Vardo tellumar
de más allá del Oeste, bajo las bóvedas azules de Varda
nu luini yassen tintilar i eleni
donde las estrellas tiemblan
ómaryo airetári-lírinen.
en la voz de su canción sagrada y real.
Sí man i yulma nin enquantuva?
¿Quién me llenará ahora de nuevo la copa?
An sí Tintallë Varda Oiolossëo
Pues ahora la Iluminadora, Varda, la Reina de las Estrellas,
ve fanyar máryat Elentári ortanë
desde el Monte Siempre Blanco ha elevado sus manos como nubes
ar ilyë tier undulávë lumbulë
y todos los caminos se han ahogado en sombras
ar sindanóriello caita mornië
y la oscuridad que ha venido de un país gris se extiende
i falmalinnar imbë met,
sobre las olas espumosas entre nosotros,
ar hísië untúpa Calaciryo míri oialë.
y la niebla cubre para siempre las joyas de Calacirya.
Sí vanwa ná, Rómello vanwa, Valimar!
Ahora se ha perdido, ¡perdido para aquellos del Este, Valimar!
Namárië! Nai hiruvalyë Valimar!
¡Adiós! ¡Quizá encuentres a Valimar!
Nai elyë hiruva! Namárië!
Quizá tú la encuentres! ¡Adiós!
En la versión tengwar de la canción que se encuentra en The Road Goes Ever On, tiene el subtítulo «Namárië. Altariello Nainië Lóriendessë» (‘Adiós. El lamento de Galadriel en Lórien’).
- Datos: Q513160